# 施图拜谷地特尔费斯

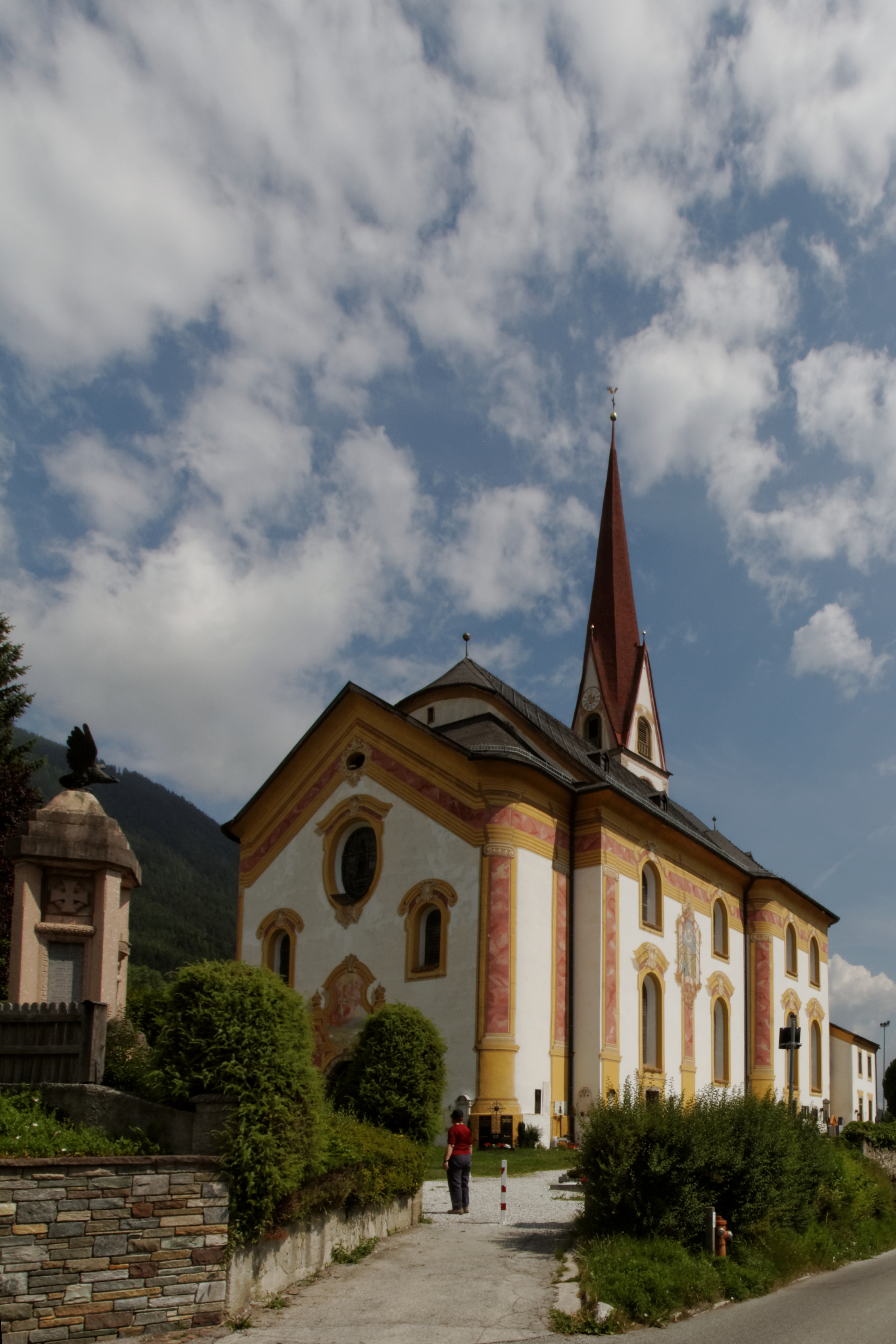
St. Pankratius Telfes

施图拜谷地特尔费斯是奥地利蒂罗尔州因斯布鲁克兰县的一个市镇。总面积27.38平方公里，总人口1449人，人口密度52.9人/平方公里（2011年）。